# 2023-as valenciai regionális választás
A 2023-as valenciai regionális választást 2023. május 28-án tartották meg, amelynek keretében megválasztották a spanyolországi Valencia autonóm közösség regionális parlamentjét. A választáson 45 mandátumot osztottak ki. A választás napján Spanyolország 11 másik autonóm közösségében is regionális választásokat tartottak, emellett helyhatósági, önkormányzati választásokat országszerte.

## Választási rendszer
Valencia parlamentje a  Corts Valencianes, az autonóm közösség egykamarás törvényhozói szerve. Az 1978-ban életbe léptetett Spanyol Alkotmány, a Valenciai Státuszegyezmény révén olyan jogokkal ruházza fel a a régiót, mint a helyi törvényhozás, regionális elnök megválasztása valamint a bizalmatlansági indítvány megszavazása.
Általános választójog érvényesül, azon spanyol állampolgárok szavazhatnak, akiknek Valencia régióban van bejelentett lakcíme és betöltötték 18. életévüket. A külföldön élőn valenciai lakcímmel rendelkező állampolgároknak előre kell regisztrálni a levélszavazásra. A 99 mandátumot D'Hondt-módszernek megfelelően zárt listás, arányos képviseleti rendszerben választják meg. A régiót három többmandátumos választókerületre osztották fel: Castellón, Valencia és Alicante tartományok területével megegyezően. Castellón 24 mandátumot, Valencia 40-et és Alicante 35 mandátumot ad a Corts-nek. A helyi választási törvény szerint választókerületenként minimum 20 mandátumot osztanak ki és további mandátumokat pedig a választókerület lakosságszámának függvényében. Viszont figyelembe veszik, hogy egy-egy választókerületnek ne legyen jelentősen nagyobb súlya, a másiknál.

## Háttér
2019-es választáson a Ximo Puig vezette balközép pártokból álló koalíció győzött, így a régió élén a Szocialista Munkáspárt, Podemos és a Kompromisszum Koalícióból álló kormány alakult. A 2021-es madridi választáson a Polgárok párt jelentősen vesztett szavazatokat, tőlük főleg a Néppártra és a VOX-ra szavaztak át, felmerült annak veszélye, hogy ez hatással lehet Valencia regionális kormányára is. A koalíció tovább gyengült, amikor 2022. júniusában Mónica Oltra Komprosszium koalíció elnöke, és a régió kormányfőhelyettese lemondott. Ex-barátját egy 14 éves lány ellen elkövetett nemi erőszakkal vádolták meg, a politikusnőt azzal vádolták, hogy ex-barátja védelmében mulasztást és hivatali visszaélést követett el kabinetje az ügyben. 
Ettől eltekintve Puig-kormányát a közvélemény-kutatások jól értékelték a COVID-19 pandémia kezelése miatt emellett a régió gazdasági és kulturális életében is változások lettek. Újraindították az egykori Benidormi Dalfesztivált, Benidorm Fest néven, valamint kabinet együttműködési megállapodást a Volskwagen csoporttal, akik Saguntban akkumulátorgyárat építenek. A Ford csoporttal pedig hasonló megállapodást kötöttek, aminek keretében Almussafesben elektromos autógyárat építenek.

## Szlogenek
| Párt/koalíció neve | Párt/koalíció neve | Eredeti szlogen                 | Magyar fordítás                         | Ref.  |
| ------------------ | ------------------ | ------------------------------- | --------------------------------------- | ----- |
|                    | PSOE               | « Defiende lo que piensas »     | "Állj ki azért, amit gondolsz!"         | [ 5 ] |
|                    | PP                 | « Sonríe, ya viene el cambio! » | "Mosolyogjon, a változás már úton van!" | [ 6 ] |